# Hayden White

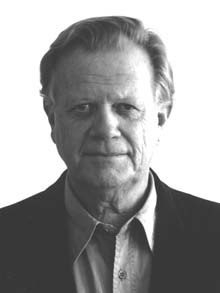
Hayden V. White

Hayden Virgil White (* 12. Juli 1928 in Martin (Tennessee); † 5. März 2018 in Santa Cruz (Kalifornien)) war ein amerikanischer Historiker und Literaturwissenschaftler. Bekannt wurde er durch seinen Ansatz, Geschichtsschreibung literaturtheoretisch zu analysieren.

## Leben
Er ist der Sohn von Virgil und Ruby Alda White, geborene Clark (* 1901). Er lebte in seiner Jugend in Tennessee und Detroit, wo sein Vater in der Automobilindustrie arbeitete. White trat gegen Ende des Zweiten Weltkriegs in die United States Navy ein, um nach dem Krieg seine akademische Ausbildung zu beginnen.
Hayden White studierte an der Wayne State University (1951 B.A.) und der University of Michigan, 1952 seinen M.A., wo er dann im Jahre 1956 mit Promotion abschloss. White war Professor für „Geschichte des Bewusstseins“ an der University of California, Santa Cruz. Später lehrte er vergleichende Literaturwissenschaft an der Stanford University. In Deutschland wurde White mit dem Buch Metahistory (1973) bekannt, das in der Geschichtswissenschaft hohe Wellen schlug. Darüber hinaus kooperierte er mit dem deutschen Historiker Reinhart Koselleck. Im Jahr 1991 wurde White in die American Academy of Arts and Sciences gewählt. Seit 2000 war er gewähltes Mitglied der American Philosophical Society.
Er war mit Margaret Brose verheiratet. Das Paar hatte eine Tochter, Juliana Sarah Brose White, und zwei Söhne, Adam Virgil White und David H. White.

## Theorie
Indem White die Geschichtsschreibung erstmals mit Kategorien der Literaturtheorie analysierte, kommt ihm das Verdienst zu, die Debatte um postmoderne bzw. poststrukturalistische Ansätze in der Geschichtswissenschaft angestoßen zu haben. Von Kritikern wurde ihm deswegen „the most damaging undertaking ever performed by a historian of his profession“ vorgeworfen.
Seine Theorie der Poetik der Geschichte, die er in Metahistory ausgearbeitet hat, besagt, dass jegliche Darstellung von historischen Zusammenhängen poetologischen Kategorien unterliegt. Geschichtsschreibung, sagt White, ist notwendig narrativ, auch wo sie vorgibt, es nicht zu sein. Diese Erkenntnis kondensiert sich in der Formulierung „Auch Klio dichtet“ im Titel der deutschen Übersetzung zu Tropics of Discourse: Essays in Cultural Criticism.
Um in seiner Darstellung „den Anschein von Erklärung“ (White) zu erzeugen, kann sich der Historiker dreier verschiedener Strategien bedienen, von denen es wiederum jeweils vier Formen gibt:

### Narrative Modellierung (Emplotment)
Mithilfe der narrativen Modellierung stattet der Historiker die Geschichte mit einer Erklärung aus. In Anlehnung an Northrop Frye unterscheidet Hayden White vier Erzählweisen: Romanze, Tragödie, Komödie und Satire.
1. Die Romanze betont das ständige Fortschreiten der Gesellschaft zum Besseren und den „ewigen Sieg des Guten über das Böse“.
2. Die Tragödie beschreibt das Scheitern der Menschheit, die Gesellschaft weiterzuentwickeln, und die schlussendliche Kapitulation vor der Unveränderlichkeit der Dinge.
3. Die Komödie beschreibt ein partielles Scheitern der Menschheit, an deren Ende eine Versöhnung mit der Gesellschaft steht, aus der diese verbessert hervorgeht.
4. Die Satire ist der absolute Gegensatz zum romantischen Erlösungsdrama. Sie beginnt ebenso mit dem Versuch der Weiterentwicklung und endet in einem Scheitern, welches dem Menschen sein Unvermögen, die Gesetzmäßigkeiten der Geschichte zu deuten, vor Augen führt.[12]

### Formale Schlussfolgerungen

#### Formativismus
Die formativistische Theorie der Wahrheit (The formist theory of truth) zielt auf die Identifikation der einzigartigen Eigenschaften der Gegenstände in einem historischen Feld ab und erklärt damit das historische Feld als solches. Im Zentrum der Untersuchung steht also die Einzigartigkeit der Handelnden, der Handlung und des Wirkens, die die Ereignisse ausmachen und nicht der Hintergrund, vor dem sie entstehen.
Die Erläuterung eines historischen Feldes ist dann abgeschlossen, wenn die vorhandenen Gegenstände vollständig identifiziert sind (hinsichtlich ihrer Klasse, Gattung, der ihnen zugeschriebenen speziellen Merkmale und der ihnen anhaftenden Etiketten).
Zu den Gegenständen zählen nach White Individuen ebenso wie Kollektive, Einzelnes wie Universelles, konkrete Dinge genauso wie Abstraktionen.
Beispiele für die formativistische Art der Erklärung sind zu finden bei Herder, Carlyle, Michelet, bei den romantischen Historikern wie auch den großen historischen Erzählern wie Niebuhr, Mommsen und Trevelyan.
Die formativistische Erklärungsform ist White zufolge eher eine „zerstreuende“ (dispersive) als eine integrierende. Sie neige zu fehlender Präzision in ihren Konzepten und tendiere dazu, Generalisierungen über das gesamte historische Feld zu erstellen, die so weit gefasst seien, dass sie kaum durch empirische Daten bestätigt oder widerlegt werden könnten.

#### Organizismus
Nach White sind organizistische Welthypothesen integrativ, d. h., dass ihre Verfahren auf die Vereinfachung von Sachverhalten abzielen. Der Organizist sieht einzelne Ereignisse der Vergangenheit als Momente eines synthetischen Geschehens. Er begreift individuelle Phänomene als Bestandteile von größeren Prozessen, die sich wiederum in Einheiten aufgliedern. Diese Einheiten sind nach White jeweils anders beschaffen als die Summe ihrer Teile. Historiker, die eine organizistische Erzählstruktur anwenden, verdichten eine Reihe zerstreuter Elemente zu einem großen Gebilde, dessen Bedeutung die einzelnen beschriebenen Sachverhalte übertrifft. White unterstellt die organizistische Geschichtsdarstellung vor allem den Historikern des 19. Jahrhunderts und erkennt diese Erzählstruktur insbesondere bei Leopold von Ranke, Theodor Mommsen, Heinrich von Treitschke, Heinrich von Sybel, Frederic William Maitland und William Stubbs. Nach White sind organizistische Historiker nicht so sehr an einer Beschreibung individueller Elemente interessiert, sondern an der Charakterisierung des Integrationsprozesses insgesamt. Diese historistische Geschichtsschreibung tendiert zu einer Teleologie der Geschichte insgesamt. Sie schreibt dem Geschichtsverlauf ein Ziel zu, auf das alle Bewegungen im historischen Feld hinweisen. Gleichzeitig identifiziert White unter den organizistischen Historikern die Tendenz, die Suche nach historischen Gesetzmäßigkeiten zu vermeiden. Der Organizist spreche lieber von „Prinzipien“ und „Ideen“, die den historischen Einzelfall einerseits und die Entwicklung in ihrer Gesamtheit andererseits prägen. In diesen Prinzipien und Ideen ist nach White bei den Organizisten das Ziel, auf das sich der ganze historische Prozess ihrer Meinung nach zubewegt, vorgezeichnet.

#### Mechanismus
Mechanistische Annahmen über die Welt sind integrativ. Sie sind eher für eine reduktive als für eine synthetische Anschauungsweise. White erwähnt außergeschichtliche Triebkräfte von Kenneth Burke. Dieser redet von „Akteuren“ und „Handlungen“ im historischen Feld. Der Ursprung dafür liegt in der „Szenerie“, wo sich die genannte Handlung abspielt.
Die mechanistische Erklärungstheorie legt ihre Aufmerksamkeit auf die „Kausalgesetze“, welche die Ergebnisse der im historischen Feld entdeckten Geschehnisse determiniert. Historische Objekte werden als Gegenstände angesehen. Die historischen Gegenstände stehen in einer Teil-Teil-Beziehung zueinander und ihre spezifischen Konfigurationen werden von Gesetzen gelenkt, die ihren Austausch reguliert. Anhänger für die mechanistischen Auffassungen sind Buckle, Taine oder Marx, selbst Tocqueville gehört zu ihnen. Um der Bewegung der Geschichte auf die Spur zu kommen, schreiben sie in narrativer Form, auch um deren Wirkung zu erläutern.
Auf der Suche nach Gesetzmäßigkeiten ist die mechanistische Tendenz von der Abstraktion bedroht: Individuelle Gebilde sind ihm weniger wichtig als Phänomenklassen. Und Phänomenklassen sind wiederum weniger bedeutungsvoll als Gesetze. In der mechanistischen Geschichtsauffassung werden nur Gesetze als wichtig angesehen, wenn sie den Gesetzen der Physik über die Natur ähneln. Diese historischen Gesetze wendet man dann auf Daten an, damit die Konfiguration der Gesetze als Funktion verständlich werden. Auch sind Typisierungen, welche von Tocqueville benutzt werden, weniger bedeutsam als geschichtsmächtige Gesetze. Der Vorteil der mechanistischen Auffassungen ist die begriffliche Präzision. Der jedoch größere Nachteil ist der zu enge Blickwinkel und die Neigung zur Abstraktion.

#### Kontextualismus
Die Vorannahme der kontextualistischen Erklärungsform ist, dass Ereignisse erklärt werden können, indem man sie in ihren Kontext einordnet. Warum sie sich so ereigneten und nicht anders, wird erklärt, indem man die spezifischen Beziehungen zu anderen Ereignissen in ihrem geschichtlichen Umfeld zu einer gegebenen Zeit innerhalb des untersuchten historischen Feldes aufdeckt. Das Verfahren, das angewandt wird, haben moderne Philosophen wie Walsh und Berlin „colligation“ (Verknüpfung) genannt. Hierbei werden die „threads“ (Fäden) ausfindig gemacht, „die das untersuchte Individuum oder die Institution mit der äußeren soziokulturellen ‚Gegenwart‘ verbinden.“ Die im historischen Feld erkannten Phänomene werden in Teilbereiche integriert („relative Integration“). Das historische Feld wird in Bezirke wichtiger Ereignisse gegliedert. Sie dienen als Grundlage für die Unterscheidung von Perioden und Epochen. Beispiele findet man hierfür bei den meisten Historikern, besonders aber im 19. Jahrhundert bei Burckhardt.

### Ideologische Implikationen
Hayden White unterscheidet vier ideologische Begriffe, die die Interpretation der Geschichte beeinflussen. Diese sind:
1. Anarchismus
2. Konservatismus
3. Radikalismus
4. Liberalismus

Diesen ideologischen Grundpositionen ist gemeinsam, dass sie sich auf „Vernunft, Wissenschaft und Realismus“ beziehen, welche sie zum kritischen Diskurs mit den anderen Grundpositionen verpflichten. Alle sind sich über die Unvermeidlichkeit des sozialen Wandels einig, unterscheiden sich allerdings über die Wünschbarkeit und das Tempo des Selbigen.
Um die Unterschiede der Ideologien und deren Einfluss auf die Geschichtsschreibung herauszuarbeiten, nutzt Hayden White fünf verschiedenen Kategorien:
1. Einstellung zum Wandel der Gesellschaft
2. Ideal des Wandels
3. Tempo des Wandels
4. Zeitorientierung (zeitlicher Abstand zur Utopie)
5. soziale Kongruenz und Transzendenz (Verträglichkeit mit dem gesellschaftlichen Ist-Zustand)

Noch grundlegender als diese Erklärungsmodi sind die rhetorischen Figuren (Tropen), die einer Geschichtsdarstellung (wie überhaupt jedem Text) immer zugrunde liegen:

#### Metapher
Die Metapher (wörtlich: Übertragung) dient der Geschichtsschreibung wesentlich dazu, Gegenstände repräsentativ darzustellen. Phänomene werden durch das Herstellen einer Analogie oder eines Vergleichs charakterisiert. Als Beispiel nennt White den Ausdruck „meine Liebe, eine Rose“. Der Ausdruck „Liebe“ steht hier für das Individuum, dessen Eigenschaften wie etwa Schönheit, Kostbarkeit, Zartheit durch das Bild oder das Symbol der Rose dargestellt werden. Es handelt sich um einen Vergleich von ähnlichen Eigenschaften, und nicht um eine vollkommene Gleichsetzung zweier Phänomene oder Reduktion des einen auf das andere. Die Geliebte wird nicht mit der Rose identisch gesetzt und auch nicht auf sie reduziert.

#### Metonymie
Die Metonymie bedeutet wörtlich Namenswechsel. Bei der Metonymie steht ein Teil für das Ganze. Ein Beispiel dafür wäre der Ausdruck „fünfzig Segel“ was für „fünfzig Schiffe“ steht. Dies macht deutlich, dass Metonymie reduktionistisch ist. Das Ganze wird auf seine Teile reduziert. Die Teil-zu-Teil-Beziehungen werden bei der Metonymie wahrgenommen. Dadurch ist es möglich den Status eines Aspekts oder Funktion auf einen anderen zu übertragen. Man unterscheidet in der Metonymie zwischen 1. den Teilen, die für das Ganze repräsentativ sind und 2. solchen die bloß Aspekte repräsentieren. Ein weiteres Beispiel wäre „das Grollen des Donners“. Hier wird in zwei Phänomene unterteilt: erstens in die Ursache „Donner“ und zweitens in die Wirkung „Grollen“. Dabei handelt es sich um eine Trennung, die das „Donner“ zum „Grollen“ ins Verhältnis Ursache-Wirkung-Reduktion setzt. Auch kann man in der Metonymie eine Handelnder-Handlung-Verhältnis-Unterscheidung vornehmen z. B. der „Donner“ grollt. Somit findet in der Metonymie eine Aufteilung in Akteure und Triebkräfte statt. Damit sind zwei Ordnungen möglich: Handelnde und Ursache auf der einen Seite und auf der anderen Handlungen und Wirkung. Charakteristisch für die Metonymie ist, dass die Reduktion zwischen zwei Ordnungen extrinsisch ist.

#### Synekdoche
Im Gegensatz zur Metonymie ist die Synekdoche intrinsisch, wo Beziehungen zwischen gemeinsamen Qualitäten interpretiert werden. Im Tropus der Synekdoche werden die beiden Teile durch Integration als Ganzes gedeutet. Die Qualität wird von der Summe unterschieden, „die bloß mikrokosmische Reproduktion von ihm sind“. Um die Synekdoche zu erklären, benutzt Hayden White das Beispiel „Er ist ganz Herz“. Der Ausdruck „Herz“ muss figurativ (bildlich) gelesen werden. Hier wird nicht ein Körperteil bezeichnet, sondern eine Charaktereigenschaft symbolisiert. Er ist ein Symbol einer Eigenschaft, die für das ganze Individuum steht. Dies ist ein „Mikrokosmos-Makrokosmos-Verhältnis“. Hier wird nicht ein Namenswechsel wie bei der Metonymie angezeigt, sondern gewisse Eigenschaften wie Großzügigkeit, Mitleid und anderes mehr.

#### Ironie
Ironie wird von White als eine Form der Metapher bezeichnet und ist ein seiner Meinung nach im Wesentlichen negatorisches Element. Metapher, Metonymie und Synekdoche nennt White „naive Tropen“, während der Tropus der Ironie das „sentimentalische Gegenstück“ darstellt. Der Grundmodus der Ironie ist die Katachrese (wörtlich „falscher Gebrauch“), eine offensichtlich widersinnige Metapher. Dieses Stilmittel wird angewandt, um ein Nachdenken über den metaphorisch beschriebenen Gegenstand anzuregen und die Unzulänglichkeit der Beschreibung selbst zu enttarnen. Mit der rhetorischen Figur des Zweifels signalisiert der Autor eines (historischen) Textes laut White Misstrauen gegenüber der Wahrheit der eigenen Aussagen. Das Ziel der ironischen Aussage liegt seiner Meinung nach in der Negation dessen, was eigentlich wörtlich mitgeteilt wurde.
Mit dem Mittel der Ironie arbeitende Autoren historischer Texte verhalten sich nach White gegenüber „naiven“ Formulierungen der formativistischen, mechanistischen und organizistischen Erklärungsstrategien kritisch. Auch ihre textliche Gestalt, die Satire, steht den anderen Typen (Romanze, Komödie, Tragödie) entgegen.
Ironie als Weltsicht tendiert zur Entkräftung des Glaubens an die Chance positiven politischen Handelns.
Diese Stilmittel wirken sich unterschiedlich auf den Inhalt der Darstellungen aus. „Ironie, Metonymie und Synekdoche sind Formen der Metapher, unterscheiden sich jedoch voneinander in der Art der Reduktion oder Integration, die sie auf der Ebene der wörtlichen Bedeutung herstellen, und durch das, was sie auf der bildlichen Ebene jeweils hervorheben wollen. Die Metapher ist wesentlich darstellend, die Metonymie reduktionistisch, die Synekdoche integrativ, die Ironie negatorisch.“
Zwar hat White diese Kategorien anhand der maßgeblichen Historiker und Geschichtsphilosophen des 19. Jahrhunderts herausgearbeitet, doch betont er ihre überzeitliche Bedeutung. Die Unterarten dieser Kategorien können verschieden verknüpft sein (auch wenn sich manche gegenseitig ausschließen); „natürliche Verbündete“ sind folgenderweise gruppiert (mit den jeweiligen Historikern und Geschichtsphilosophen, die Geschichte so dargestellt haben):
| rhetorische Figur (Trope) | narrative Struktur | formale Schlussfolgerung | ideologische Implikation | Historiker  | Philosoph |
| ------------------------- | ------------------ | ------------------------ | ------------------------ | ----------- | --------- |
| Metapher                  | Romanze            | formativistisch          | anarchistisch            | Michelet    | Nietzsche |
| Metonymie                 | Tragödie           | mechanistisch            | radikal                  | Tocqueville | Karl Marx |
| Synekdoche                | Komödie            | organizistisch           | konservativ              | Ranke       | Hegel     |
| Ironie                    | Satire             | kontextualistisch        | liberal                  | Burckhardt  | Croce     |

Dieses starre Schema hat White in späteren Arbeiten verfeinert. „Wie White in seinen späteren Arbeiten erkennt, sind gerade diejenigen Texte am interessantesten – am klassischsten –, die ein spannungsreiches Wechselspiel zwischen verschiedenen Tropen auszeichnet.“ (Irmgard Wagner)

## Schriften (Auswahl)
- The Fiction of Narrative: Essays on History, Literature, and Theory, 1957–2007, hrsg. von Robert Doran, Baltimore, Md. [u. a.]: Johns Hopkins Univ. Press, 2010.
- Figural Realism: Studies in the Mimesis Effect, Baltimore, Md. [u. a.]: Johns Hopkins Univ. Press, 1999.
- The Content of the Form: Narrative Discourse and Historical Representation, Baltimore [u. a.]: Johns Hopkins Univ. Press, 1987. Deutsche Übersetzung:
  - Die Bedeutung der Form, Frankfurt am Main: Fischer, 1990
- Tropics of Discourse: Essays in Cultural Criticism, Baltimore: Johns Hopkins Univ. Press, 1978. Deutsche Übersetzung:
  - Auch Klio dichtet oder die Fiktion des Faktischen. Studien zur Tropologie des historischen Diskurses. Einf. v. Reinhart Koselleck, aus d. Amerikan. von Brigitte Brinkmann-Siepmann und Thomas Siepmann, Stuttgart: Klett-Cotta, 1986.
- Metahistory: The Historical Imagination in Nineteenth Century Europe, Baltimore [u. a.]: Johns Hopkins Univ. Press, 1973. Deutsche Übersetzung:
  - Metahistory. Die historische Einbildungskraft im 19. Jahrhundert in Europa. Frankfurt am Main: Fischer 1991, ISBN 3-10-091202-0
- The Greco-Roman Tradition, London: Harper & Row 1973
- The Emergence of Liberal Humanism, Vol. 1 of An Intellectual History of Europe (mit Willson H. Coates), New York: McGrew-Hill, 1966
- The Ordeal of Liberal Humanism, Vol. 2 of An Intellectual History of Europe (mit Willson H. Coates), New York: McGrew-Hill, 1970